# خانه جهان
خانه جهان (به هندی: Ghar Sansar) فیلمی محصول سال ۱۹۸۶ و به کارگردانی کی. باپایا است. در این فیلم بازیگرانی همچون جیتندرا، سری دوی، رانجیت، قادرخان، شاکتی کاپور، گلشن گروور، لالیتا پاوار، آریونا ایرانی، بهارات بوشان، آنجانا ممتاز ایفای نقش کرده‌اند.